# Dirty Computer
Dirty Computer é o terceiro álbum de estúdio da cantora americana Janelle Monáe. Foi lançado em 27 de abril de 2018, através das gravadoras Wondaland Arts Society, Bad Boy Records e Atlantic Records. O álbum é o sucessor de The ArchAndroid (2010) e The Electric Lady (2013) e o primeiro a não seguir a narrativa metrópole de seu pseudônimo Cindi Mayweather. O álbum conceitual contou com três singles, "Make Me Feel", "Django Jane" e "Pynk", além de "I Like That" como um single promocional e um filme em narrativa com duração de 46 minutos. O álbum foi muito bem recebido pela crítica e se tornou um dos melhores álbuns de 2018, recebeu duas indicações na 61.ª cerimônia anual do Grammy Awards incluindo Álbum do Ano e Melhor Videoclipe com seu single "Pynk", em parceria com a artista canadense Grimes.

## Promoção
Em 16 de fevereiro de 2018, Monáe revelou seu terceiro álbum de estúdio e um filme em narrativa, intitulado Dirty Computer, através de um teaser no YouTube. O teaser foi transmitido em todo o país em cinemas específicos antes do lançamento de Black Panther. Monáe realizou uma série de sessões de audição do álbum em Los Angeles e Nova Iorque.
Lançado em 27 de abril de 2018, contou com o lançamento simultâneo de um filme em narrativa com duração de 46 minutos. O lançamento segue o personagem androide de Janelle, Jane 57821, enquanto tenta se libertar das restrições de "uma sociedade totalitária [que] faz com que Jane sujeite-se às crenças homofóbicas... No filme, o personagem de Monáe tenta afirmar sua individualidade, o que a torna inimiga de um regime desalmado – uma tensão comum na ficção científica distópica." A atriz Tessa Thompson e o ator Jayson Aaron atuam como Zen e Ché, respectivamente, pessoas com as quais Jane foge das garras da sociedade repressiva. Tim Grierson, da revista Rolling Stone, descreveu que, no filme, "Monáe brinca com as convenções e os totens da ficção científica distópica para falar sua verdade e promover uma mudança cultural em direção a uma sociedade mais inclusiva e amorosa – não importa qual governo fictício ou real esteja tentando esmagar esse espírito. Monáe fala com uma linguagem do presente, mas para ela, o futuro é agora."

## Recepção crítica
| Críticas profissionais | Críticas profissionais |
| Pontuações agregadas   | Pontuações agregadas   |
| Fonte                  | Avaliação              |
| ---------------------- | ---------------------- |
| Metacritic             | 87/100                 |
| Avaliações da crítica  |                        |
| Fonte                  | Avaliação              |
| AnyDecentMusic?        | 8.5/10                 |
| AllMusic               | [ 1 ]                  |
| The A.V. Club          | A                      |
| The Chicago Tribune    | [ 14 ]                 |
| The Daily Telegraph    | [ 2 ]                  |
| The Guardian           | [ 15 ]                 |
| The Independent        | [ 16 ]                 |
| Los Angeles Times      | Positiva               |
| NME                    | [ 3 ]                  |
| Slant Magazine         | [ 18 ]                 |

Dirty Computer obteve recepção crítica positiva, ressaltando a qualidade contextual e musical do álbum. O portal Metacritic, com base em 33 avaliações, concedeu ao álbum uma nota 87 de 100, indicando "aclamação universal". No AnyDecentMusic?, portal que avalia numa escala de 10, agregou ao álbum uma nota de 8.5 baseada em 18 avaliações.
Para o AllMusic, o jornalista Andy Kellman disse: "Enquanto este é facilmente o álbum mais carregado de Monáe em termos de artistas convidados, com Brian Wilson, Stevie Wonder e Grimes entre os contribuintes, não há duvidas de que é um produto da Wondaland. Isso demonstra que a resistência artística e a música pop não são sequencialmente excludentes." Neil McCormick, do The Daily Telegraph, chamou o álbum de "destemida e insensivelmente direta... [O álbum] estabelece-se como um candidato a Álbum do Ano em diversas formas. O som estratificado de Monáe é tão contemporâneo quanto os pioneiros digitais Kendrick Lamar e Kanye West, mas tem uma qualidade orgânica antiquada originária de uma musicalidade ao vivo. Dirty Computer soa como um funk pop sci-fi por uma Pantera Negra feminina." Roisin O'Connor, do The Independent, afirma que "[Dirty Computer] é um álbum que vai sair não somente como um marco de uma obra de arte, mas uma celebração perfeita de excentricidade, poder feminino e autoestima." Danette Chavez, do portal The A.V. Club, descreveu que, em Dirty Computer, "a antiga "Electric Lady" perde o metal e os circuitos eletrônicos, mas mantém seu poder e arte, cimentando seu status ao lado de Prince no salão de ícones extremamente talentosos, genderfluid que se amam e promovem a negritude."
Numa avaliação mista do álbum, Alex Petridis, do jornal The Guardian, sugeriu: "Você ocasionalmente se pergunta se um desejo compreensível de cruzar comercialmente pode não estar na raiz dos momentos menos inspirados do álbum: há algo comum e avesso ao risco devido à influência R&B de "Crazy, Classic, Life" e "I Got the Juice"... É difícil não pensar se o fracasso de Janelle em conectar-se com populações de massa posa ser parte de seu desejo de trabalhar e repassar conceitos e, ao invés de se aliviar, sugere uma certa indiferença. [Janelle] é indescritível como sempre e seu mistério permanece intacto. Sem perder a equilíbrio, sua posição nas margens do pop também pode permanecer intacta da mesma maneira." Zachary Hoskins, da Slant Magazine, afirma: "Apesar das músicas serem constantemente aventureiras, não há exposição ao risco conforme os álbuns anteriores. Embora o coração de Janelle esteja no lugar certo, suas letras ocasionalmente faltam com a endemia do pop politizado, porém, mais diretas e menos ambiciosas do que o trabalho anterior. No entanto, é o trabalho com satisfação mais imediata da artista."

## Lista de faixas
| N.º            | Título                                    | Compositor(es)                                                                    | Produtor(es)                                                      | Duração |  |
| 1.             | "Dirty Computer" (com Brian Wilson)       | Janelle Monáe Robinson, Nathaniel Irvin III                                       | Nate "Rocket" Wonder, Chuck Lightning[A], Janelle Monáe[A]        | 1:59    |  |
| 2.             | "Crazy, Classic, Life"                    | Robinson, Irvin III, Charles Joseph II                                            | Wonder, Lightning[A], Monáe[A]                                    | 4:46    |  |
| 3.             | "Take a Byte"                             | Robinson, Irvin III, John M. Webb, Jr., Nana Kwabena Tuffuor, Kellis Parker, Jr.  | Wonder, Jon Jon Traxx[A], Lightning[A], Monáe[A], Nana Kwabena[B] | 4:07    |  |
| 4.             | "Jane's Dream"                            | Jon Brion                                                                         | Brion                                                             | 0:18    |  |
| 5.             | "Screwed" (com Zoë Kravitz)               | Robinson, Irvin III, Roman GianArthur Irvin, Joseph II, Benjamin Hudson Mcildowie | Wonder, Roman GianArthur[A], Lightning[A], Monáe[A]               | 5:02    |  |
| 6.             | "Django Jane"                             | Robinson, Irvin III, Tuffuor                                                      | Kwabena, Wonder[A]                                                | 3:10    |  |
| 7.             | "Pynk" (com Grimes)                       | Robinson, Joseph II, Irvin III, Wynne Bennett, Taylor Parks                       | Bennett, Lightning, Wonder, Monáe[A]                              | 4:00    |  |
| 8.             | "Make Me Feel"                            | Robinson, Mattias Larsson, Robin Fredriksson, Justin Tranter, Julia Michaels      | Mattman & Robin                                                   | 3:14    |  |
| 9.             | "I Got the Juice" (com Pharrell Williams) | Robinson, Irvin III, Irvin, Tuffuor, Parks, Pharrell Williams, Joshua Dean        | Wonder, Kwabena[A], Lightning[B], Monáe[B]                        | 3:46    |  |
| 10.            | "I Like That"                             | Robinson, Rico Wade, Patrick L. Brown, Ray Murray, Irvin III, Parks               | Organized Noize, Wonder[B]                                        | 3:20    |  |
| 11.            | "Don't Judge Me"                          | Robinson, Irvin III, Irvin, Parks, Dean                                           | Wonder, GianArthur[B], Monáe[B]                                   | 6:00    |  |
| 12.            | "Stevie's Dream"                          | Irvin III, Irvin                                                                  | Wonder, GianArthur                                                | 0:46    |  |
| 13.            | "So Afraid"                               | Robinson, Irvin III                                                               | Wonder, Monáe[A]                                                  | 4:04    |  |
| 14.            | "Americans"                               | Robinson, Irvin III, Webb, Jr., Joseph II, Parker, Jr.                            | Wonder, Lightning[A], Monáe[A], Traxx[B]                          | 4:06    |  |
| Duração total: | Duração total:                            | Duração total:                                                                    | Duração total:                                                    | 48:42   |  |

Notas
A  - denota produtor
B  - denota co-produtor
- "Dirty Computer" contém vocais de apoio de Brian Wilson e Matt Jardine.
- "Take a Byte" contém vocais de apoio de Brian Wilson.
- "Pynk" contém vocais de apoio de Grimes, Janelle Monáe e Wynne Bennett.
- "I Got the Juice" contém vocais de apoio de Nate "Rocket" Wonder, The Skunks e Nana Kwabena.
- "I Like That" contém vocais de apoio de Nate "Rocket" Wonder, Sleepy Brown, Todd Bergman e The Skunks.
- "Don't Judge Me" contém vocais de apoio de Roman GianArthur e Isis Valentino.
- "Stevie's Dream" contém vocais não creditados de Stevie Wonder.
- "So Afraid" contém vocais de apoio de Nate "Rocket" Wonder.

Créditos de sample
- "Django Jane" contém sample de "A Dream", escrita e interpretada por David Axelrod.
- "Pynk" contém sample "Pink", escrita por Glen Ballard, Richard Supa e Steven Tallarico.